# The Sound of Silence
The Sound of Silence je singl dua Simon and Garfunkel, které roku 1965 vydalo vydavatelství Columbia Records. Práce na textu začala cca čtvrt roku po atentátu na J. F. Kennedyho, Paul Simon chtěl v písni vyjádřit atmosféru a emocionální trauma, které se Američanů zmocnilo po zavraždění jejich hlavy státu.

## Skladba a nahrávání skladby
Písnička se skládá z pěti slok, které zpívají dvojhlasem Simon i Garfunkel. Doprovází je akustická kytara, na kterou hraje Paul Simon, v jiných verzích se v určité části skladby přidá doprovod na bicí a elektrickou kytaru a baskytaru. Ten zařídil producent Tom Wilson hned po nahrávání Like a Rolling Stone Boba Dylana s Al Gorgonim (elektrická kytara), Bobem Bushnellem (elektrická baskytara) a Bobby Greggem (bicí); a to dokonce aniž by se Simona nebo Garfunkela ptal.

## Historie písničky
The Sound of Silence byla původně zahrnuta jako poslední písnička předchozího alba Wednesday Morning, 3 A.M., později se ale Simon a Garfunkel rozhodli věnovat jí celé album. Tak Simon a Garfunkel k tomuto singlu přidali další nahrávky a vydali The Sounds of Silence jako album (v němž je tento singl uveden pod názvem The Sound of Silence).

### Úspěch v hitparádách
Písnička vyrazila na žebříčky hitparád v listopadu 1965 a na začátku následujícího roku dosáhla 1. místa prodeje ve Spojených státech, kde se „ohřála“ jeden týden, aby se mohla 22. ledna na další týden vrátit, než byla vystřídána We Can Work It Out od The Beatles.

## Použití písničky jinde
Písnička byla použita ve filmu Absolvent, kde jsou použity i další písničky Simona a Garfunkela, a ve filmu Bobby, v okamžiku, který těsně předcházel zavraždění Roberta F. Kennedyho. Písnička byla použita i ve filmu Strážci – Watchmen při scéně pohřbu Komedianta.

## České verze
Jednu českou verzi nazpívali v duetu Vladěna Pavlíčková a Milan Černohouz v roce 1970 pod názvem Píseň o tichu.
Druhou verzi, či přesněji píseň s melodií The Sound of Silence, se zcela nesouvisejícím textem Oskara Mana pod názvem Básníkův kraj nazpíval Bob Frídl.
Další verzi natočila skupina M+L z Velešína na své CD Na malém městě. Český text pod názvem První sníh napsal Luboš Hrdlička. Skupina v současnosti vystupuje pod názvem Fontanela. Se stejným textem ji měla v repertoáru mimo jiné i skupina Stráníci.